# Joseph Kuipers
Joseph Kuipers (* 1984 in Rochester/Minnesota) ist ein US-amerikanischer Cellist.
Kuipers studierte am New England Conservatory of Music in Boston Cello bei Paul Katz und Komposition bei Pozzi Escot. Er ging dann für sechs Jahre nach Europa und erhielt als Schüler von Michael Flaksman an der Hochschule für Musik und Darstellende Kunst Mannheim das Künstlerdiplom und als Schüler von Thomas Demenga an der Musik-Akademie der Stadt Basel den Mastergrad. Mit Musikern wie Sergio Azzolini, Rudolf Buchbinder, Ernst Kovacic, Geoff Nuttal, Felix Renggli und Ragna Schirmer hatte er Auftritte u. a. beim Ravinia Music Festival, dem Aspen Music Festival, dem Ascoli Piceno Festival, dem Carl Orff Festival und beim World Cello Congress III. Sein Interesse für zeitgenössische Musik führte zur Zusammenarbeit mit Robert Cogan, Heinz Holliger, Helmut Lachenmann und Arvo Pärt und Ensembles wie dem Ensemble für Neue Musik Basel, dem Neue Musik Ensemble Mannheim, der Second Instrumental Unit, New York und dem Callithumpian Consort of Boston.
2010 gründete er das Marinus Project, eines internationalen Ensembles von Kammermusikern, dessen künstlerische Leitung er gemeinsam mit seiner Schwester Rachel innehat und das Ensemble in Residence an der Washington and Lee University und an der Eastern University ist. Nach Lehrerfahrungen u. a. auf dem Carl Orff Festival und als Assistent von Michael Flaksman betreibt Kuipers ein privates Cellostudio in Dallas und unterrichtet an der Eastern University.

## Weblink
- Website von Joseph Kuipers